# Camp X

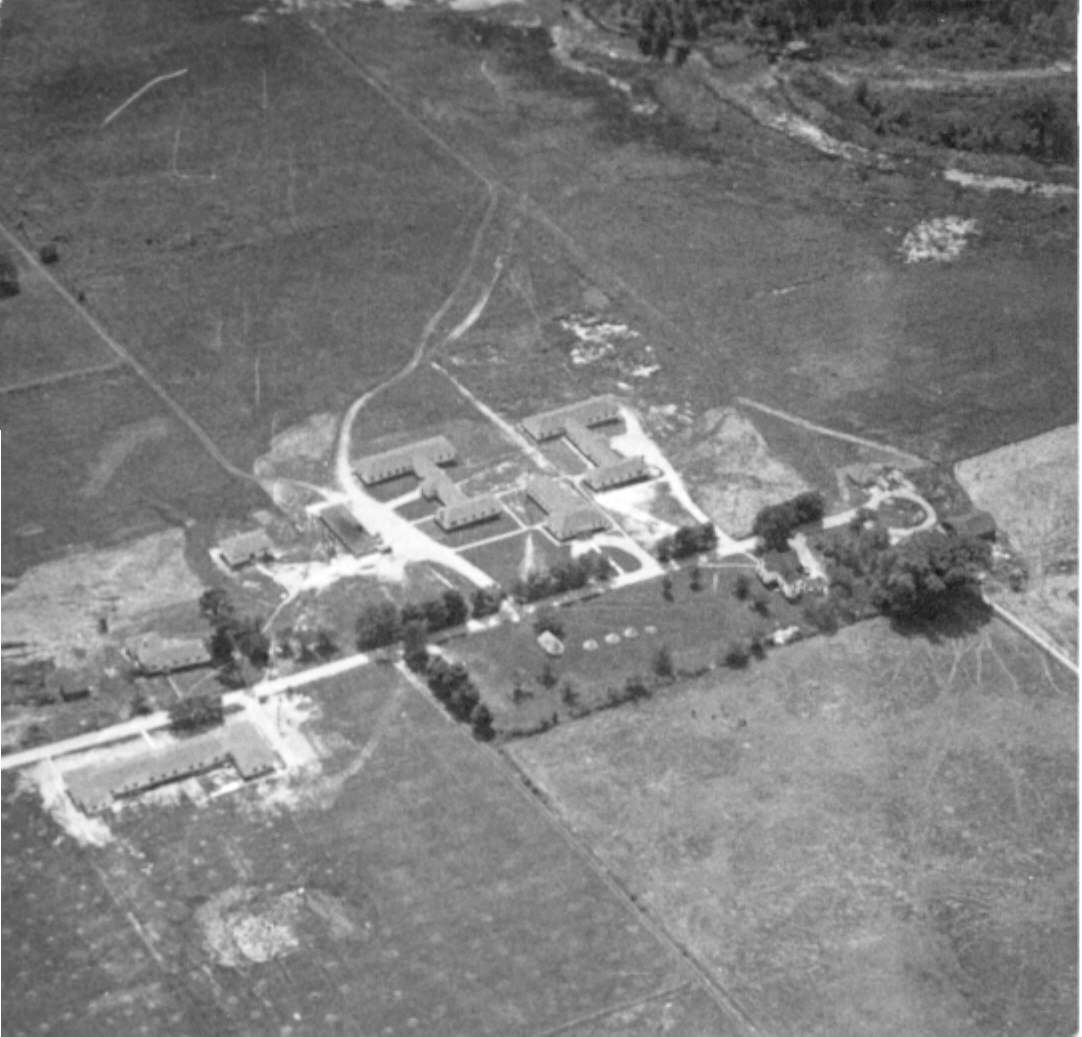
Camp X lag nahe der kanadisch-amerikanischen Grenze am Nordufer des Ontariosees (1943)

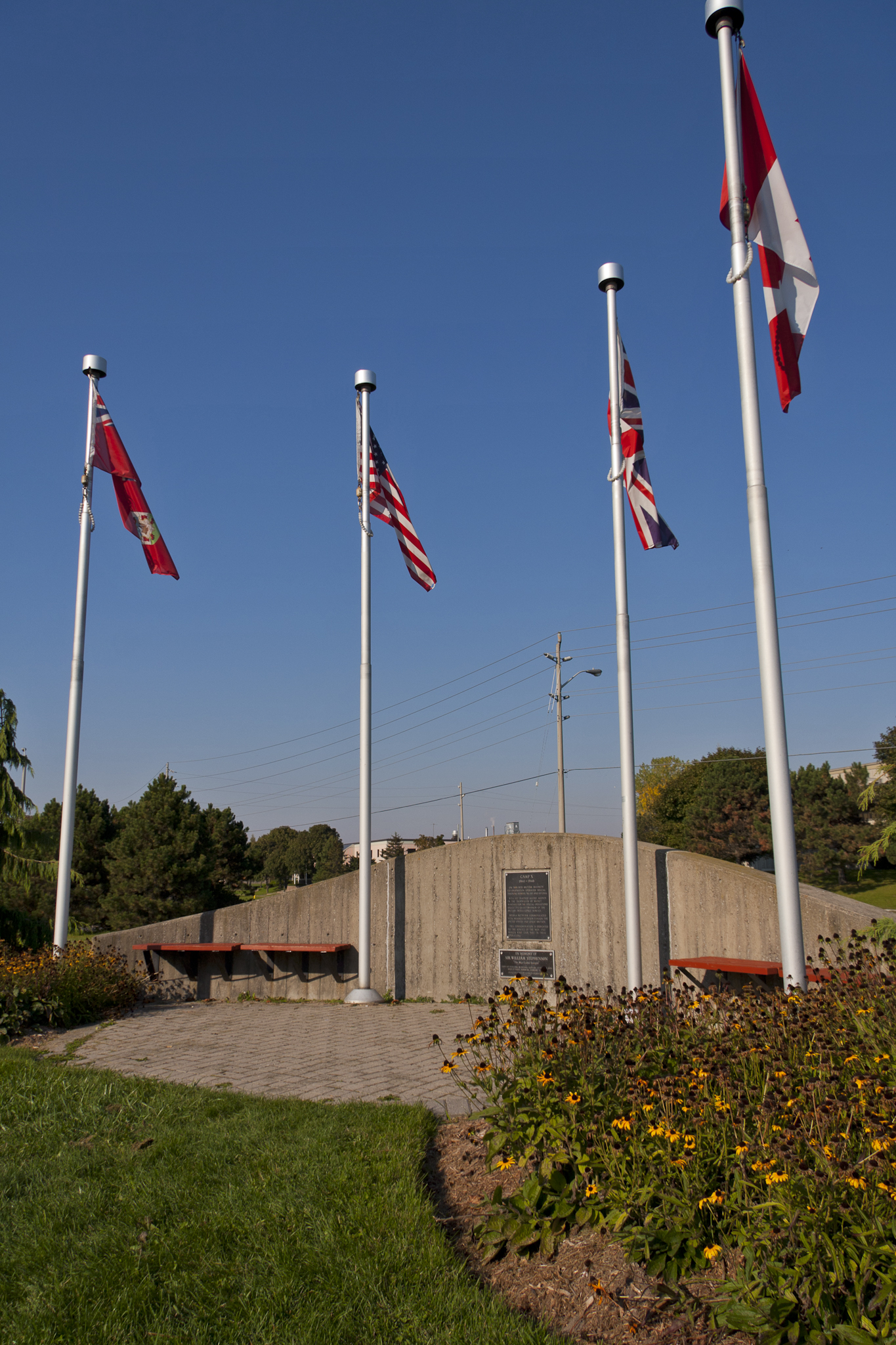
Mahnmal am Ort des ehemaligen Camp X (2011)

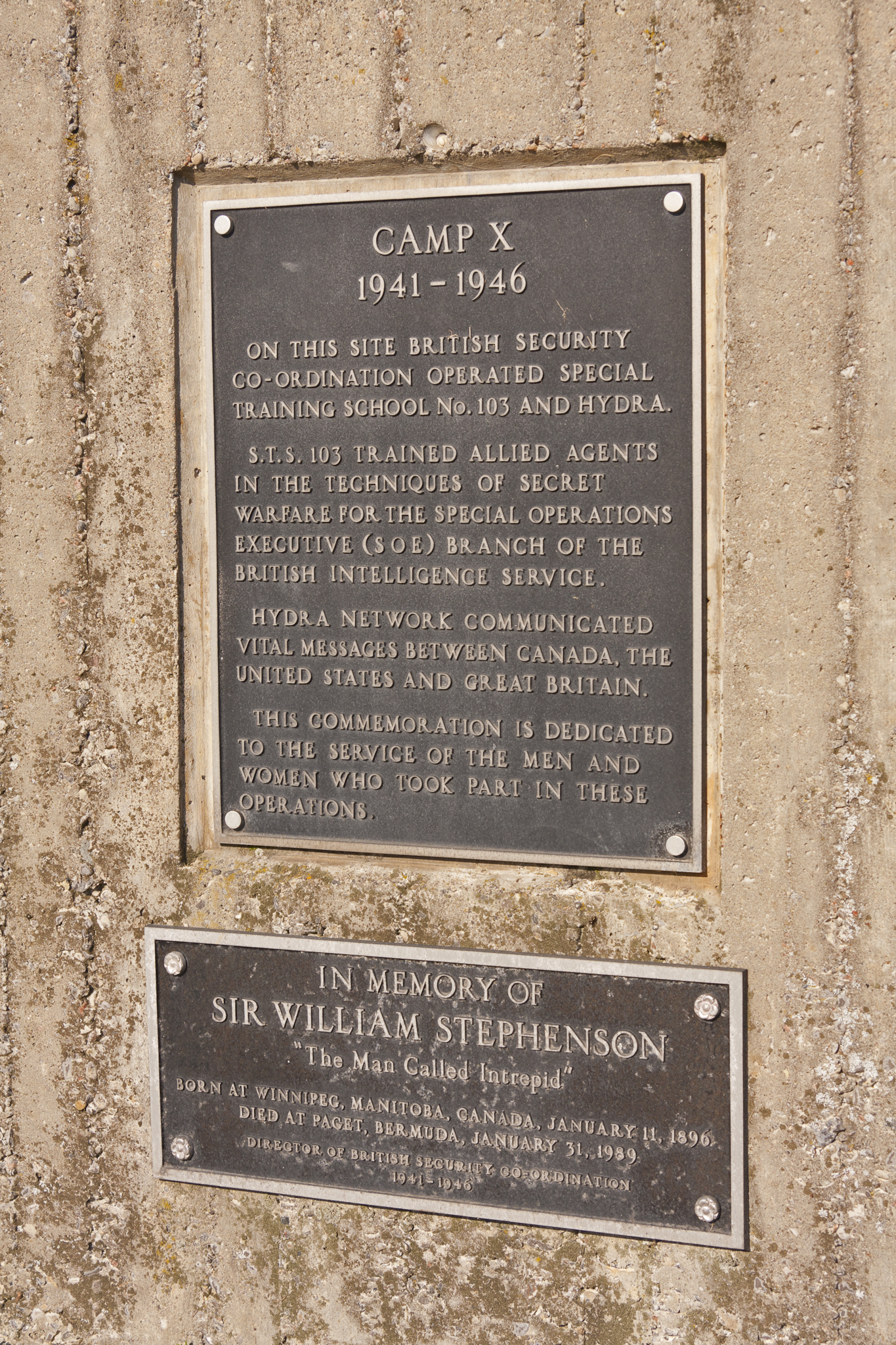
Plakette am Mahnmal zum Gedenken an die S.T.S. 103 und Hydra (2011)

Camp X (auch: Camp-X) war der Deckname einer geheimen militärischen Einrichtung während des Zweiten Weltkriegs in Kanada.

## Geschichte
Camp X wurde am 6. Dezember 1941, einen Tag vor dem japanischen Angriff auf Pearl Harbor, in der kanadischen Stadt Whitby nahe Oshawa am Nordufer des Ontariosees unweit der Grenze zu den Vereinigten Staaten in Betrieb genommen. Seine offizielle Bezeichnung lautete Special Training School No. 103 (S.T.S. 103). Hier wurden durch die British Security Coordination (BSC) alliierte Agenten ausgebildet und trainiert, die anschließend von der Special Operations Executive (S.O.E) im Krieg gegen die Achsenmächte eingesetzt wurden.
Außerdem war hier ab 1943 eine Endstelle für den kriegswichtigen transatlantischen Nachrichtenverkehr eingerichtet, mit der zwischen den kriegsverbündeten USA und Kanada einerseits und dem Vereinigten Königreich andererseits der hochgeheime Nachrichtenverkehr abgewickelt wurde (Deckname: „Hydra“). Eine Endstelle auf der anderen Seite des Atlantiks war Station X im englischen Bletchley etwa 70 km nordwestlich von London.
Zur kryptographisch sicheren Verschlüsselung der Fernschreiben wurde die Rockex-Schlüsselmaschine eingesetzt, die das unbrechbare Einmalschlüssel-Verfahren (englisch One-Time Pad, kurz: OTP) nutzte. 
Die Anlage wurde 1947 von der kanadischen Regierung übernommen und als Fernmeldestation weiterbetrieben. Im Jahr 1969 wurde sie geschlossen und die Gebäude abgerissen. An deren Stelle wurde ein Mahnmal errichtet. Das Gelände heißt heute Intrepid Park nach dem ehemaligen Tarnnamen von Sir William Stephenson (1897–1989), dem früheren Leiter der BSC.